# クラーコ
クラーコ（伊: Craco）は、イタリア共和国バジリカータ州マテーラ県にある、人口約700人の基礎自治体（コムーネ）。
急峻な砂岩の丘の上に築かれた中世都市は、20世紀半ばに発生した群発地震にともなって居住に適さなくなり、住民は平地に集団移転した。ゴーストタウンとなった旧市街は、印象的な景観から、映画のロケ地としても利用されている。

## 地理

### 位置・広がり
マテーラ県南部に位置し、ターラント湾からはおよそ30km内陸に位置するコムーネである。クラーコの旧市街は、ピスティッチから西へ約10km、県都マテーラから南南西へ約35km、州都ポテンツァから南東へ61km、ターラントから西南西へ約69km、ナポリから東南東へ約190kmの距離にある。

#### 隣接コムーネ
隣接するコムーネは以下の通り。
- フェッランディーナ - 北
- ピスティッチ - 東
- モンタルバーノ・イオーニコ - 南東
- スティリアーノ - 西
- サン・マウロ・フォルテ - 北西

### 地勢
穏やかな起伏の広がるこの地域では、丘の上に町が築かれ、麓を取り巻く形で小麦畑がつくられるが、クラーコの中世村落はそうしたこの地域の典型的な丘の上の町の一つである。
クラーコは防衛上の理由から非常に急な傾斜を持つ丘の頂上に築かれており、厳しく印象的な景観となっている。穏やかな起伏を持つこの地域においては、周囲と異なる特徴的な姿を見せている。町の中心は最も標高の高い場所にあり、西南側は建物の建てられない急な崖になっている。町は Cavone川の渓谷を見下ろす標高400メートルの崖の頂上に位置する。この地域には、強烈な浸食作用によって形成された、植生のない丘があり、"calanchi" と呼ばれている。

## 歴史

### 古代
街には紀元前8世紀に造られたと刻まれている墓が見つかっており、この街の建設もその時期にさかのぼると考えられる。この地域にはターラント湾沿岸の植民市メタポントゥム (Metaponto) （現在のベルナルダ近郊）から移住したギリシャ人が暮らしていた。

### 中世・近世

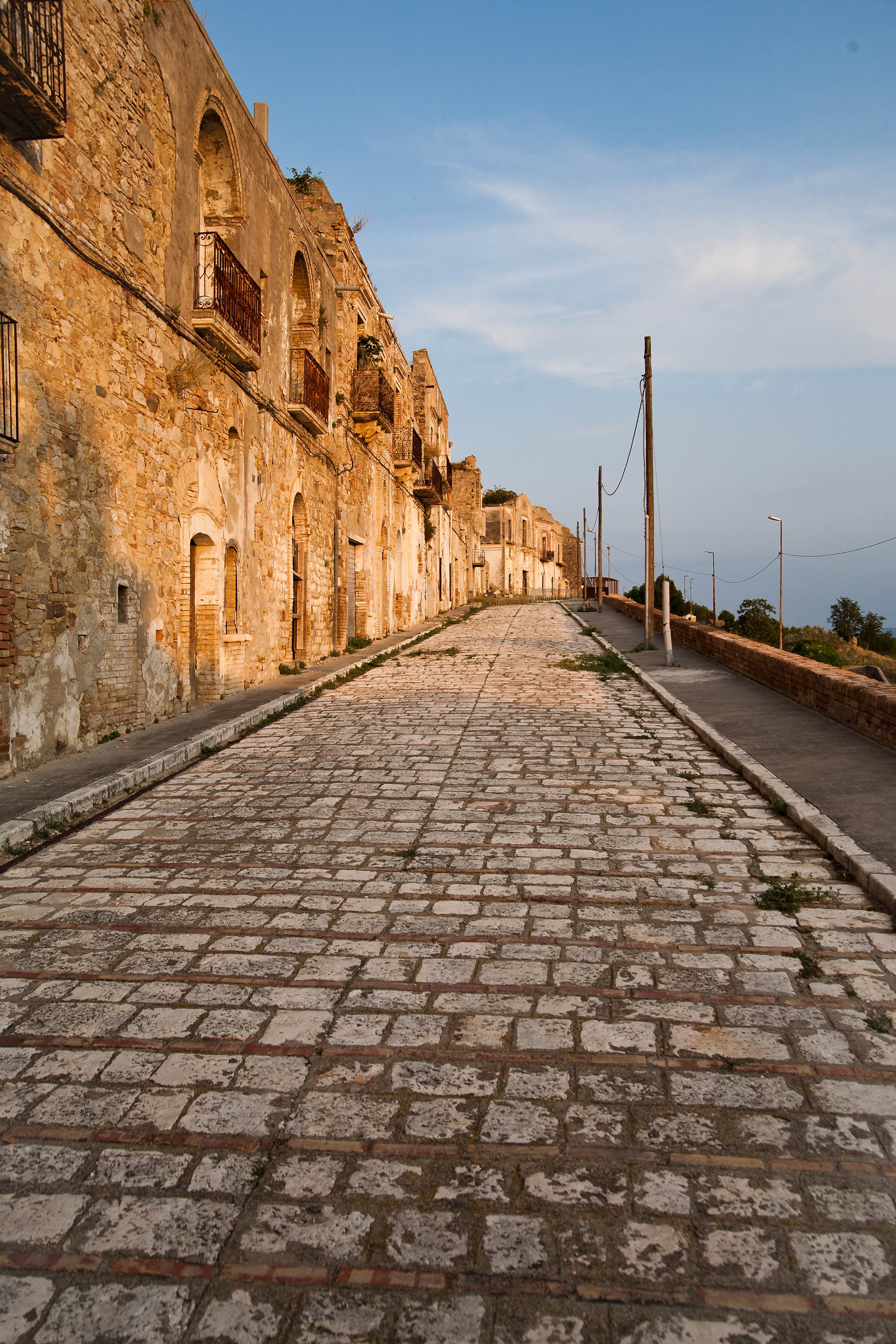
クラーコのストリート

10世紀、東ローマ帝国治下のこの地域では、イタリアの修道士たちによって農業が営まれるようになった。
都市の名が最初に記録されるのは1060年である。この街はトリカーリコの大司教アーナルドが治めており、「小さな耕地」を意味する Grachium の名で呼ばれていた。クラーコの地名はこれに由来する。教会による長い統治は、この地域の人々に大きな影響を与えた。
1154年から1168年にかけて、この街の支配はノルマン人と推測されるエルベルト（Erberto）に移った。エルベルトは街の最初の封建領主であった。その後1179年には、Roberto di Pietrapertos がクラーコの領主となっている。1276年には街に大学が設立された。13世紀の間には Attendolo Sforza の指示によって、街のランドマークとなっているクラーコ城が建設されている。
フェデリーコ2世の統治下、クラーコはカヴォーネ川流域とアグリ川流域を結ぶ戦略上の拠点として重視された。1293年にはクラーコ城の塔は監獄として用いられた。15世紀までに、街は4つの大きな館（パラッツォ）を持つようになった。塔の近くの Palazzo Maronna 、聖堂に隣接する Palazzo Grossi 、そして Palazzo Carbone と Palazzo Simonetti である。
街の人口は、450人（1277年）、655人（1477年）、1,718人（1532年）と記録され、1561年には2,590人に達している。1656年には疫病の流行によって数百人の死者が出ている。人口は長い期間を平均すれば、1,500人程度であった。
1799年、ナポリに学んだ Innocenzo De Cesare は、クラーコに帰郷するとブルジョワジーを組織し、パルテノペア共和国をめざす革命運動を起こし、封建的な農業関係を打破するために蜂起した。しかし、反乱は鎮圧された。1815年、十分に広くなった街は、2つの地区に区分された。城と塔のある標高の最も高い地域 Torrevecchia と、サン・ニコラ教会に属する地域 Quarter della Chiesa Madre である。

### 近代・現代

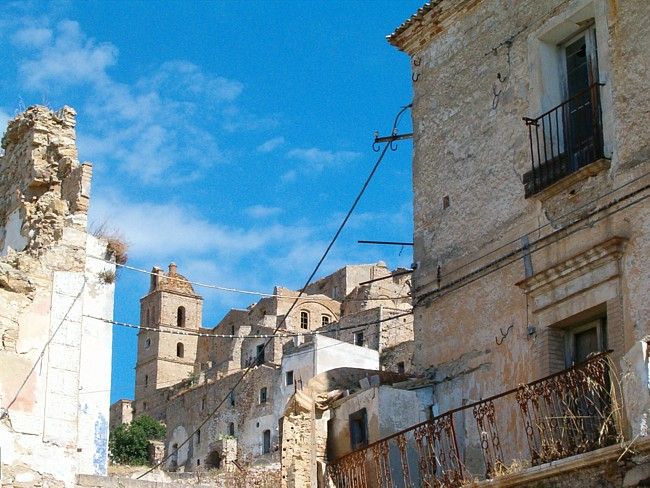
クラーコの旧市街

1860年代半ばのイタリア統一期、この地域での「山賊」の勢力伸長は街を悩ませた。内戦が終わると、環境や地質が町の最大の困難となった。この土地の厳しい農業条件は、十分な生産をもたらさなかったため、1892年から1922年にかけて 1,300 人以上の住民が北米に移住している。
20世紀半ばには、群発地震が街の存続に致命的なダメージを与えた。1959年から1972年にかけて、街の一部は激しく損傷を受け、また地滑りによって居住が不可能と判断された。クラーコの街は、粘土層の上に形成された鮮新世の砂岩の丘の上に築かれており、地質学的な問題は科学者たちには1910年には認識されていた。1963年、丘の上の街の1,800人の住民は、安全のために町を放棄し、全員が谷あいの Craco Peschiera 地区に移住した。その後、自治体の人口は減少し、1,000人を割り込んでいる。

## 行政

### 分離集落
クラーコには、以下の分離集落（フラツィオーネ）がある。
- Craco Vecchia, Peschiera, Caprarico

## 人口

### 居住地区別人口
国立統計研究所（ISTAT）によれば、2001年国勢調査時点での居住地区（Località abitata）別の人口は以下の通り。
| 地区名              | 標高   | 人口 | 備考 |
| ------------------- | ------ | ---- | ---- |
| CRACO               | 59/405 | 796  |      |
| CRACO PESCHIERA     | 85     | 679  |      |
| CRACO-SANT'ANGELO * | 391    | 73   |      |
| Case Sparse         | -      | 44   |      |

ISTATは人口統計上、家屋密度の高い centro abitato （居住の中心地区）、密度の低い nucleo abitato （居住の核となる地区）、まとまった居住地区を形成していない case sparse （散在家屋）の区分を用いている。上の表で地名がすべて大文字で示されているものが centro abitato である。「*」印が付されているのは、コムーネの役場・役所 la casa comunale の置かれている地区である。

## 交通

### 道路
- SS103  (it:Strada statale 103 di Val d'Agri)
- SS176  (it:Strada statale 176 della Valle del Basento)

## 文化・観光

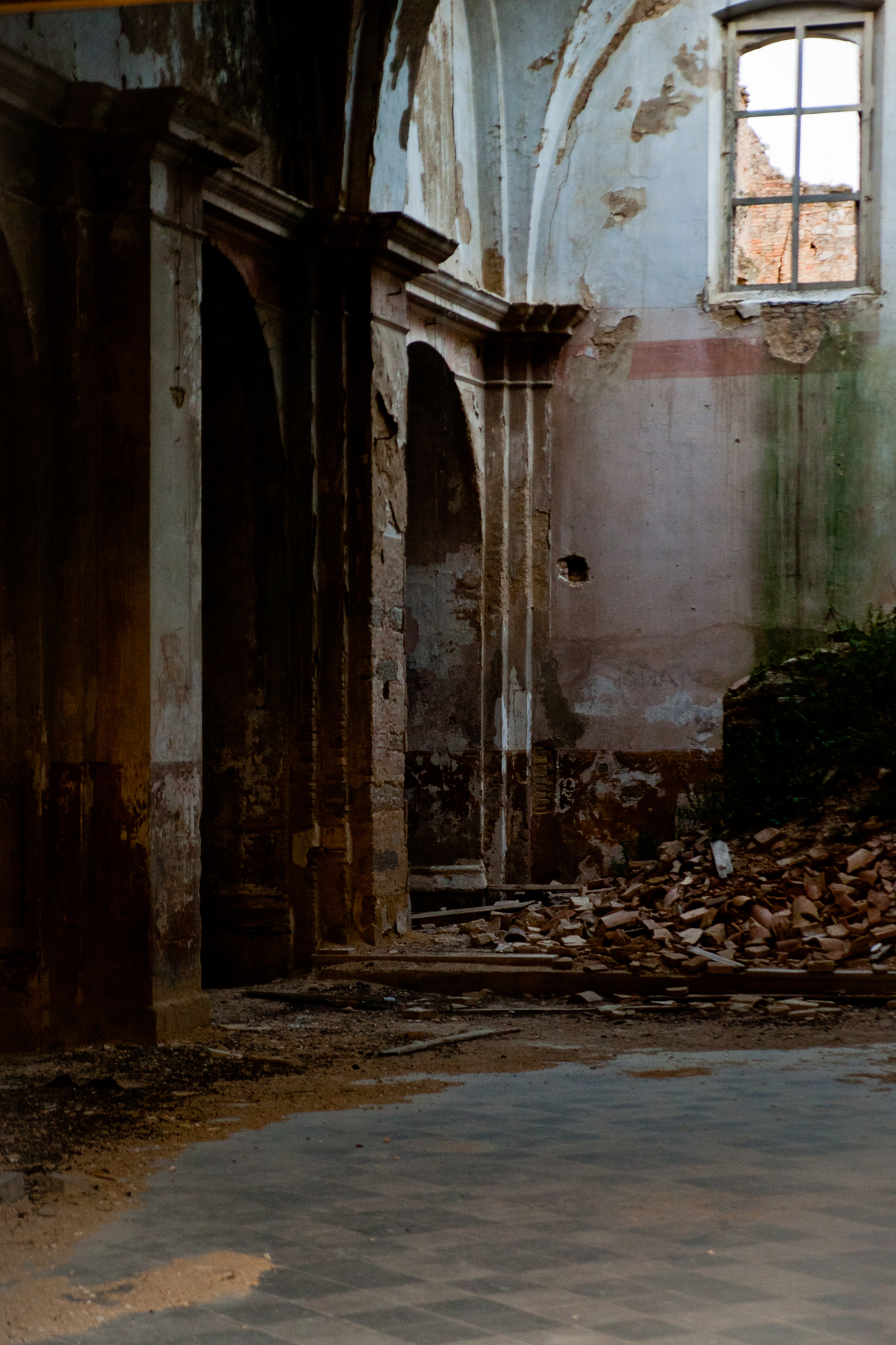
建物の内部

### 教会
教会は、町の歴史の中心である。
「小さき兄弟会」の修道士たちが築いた教会は聖ペテロに捧げられたもので、建物は17世紀にさかのぼる。災害後部分的に修復され、会議センターとして使用されている。
丘の麓に位置する小礼拝堂サンタ・マリア・デッラ・ステラ教会は、聖母マリアに捧げられたもので、現在も活動している。この場所で羊飼いが水の中から奇跡的に拾ったという聖母子像を祀っていた。オリジナルの乳飲み子イエスの像は盗難に遭い、新たなものに交換されたが、聖母マリアの像は現在も収容されている。
町の守護聖人聖ヴィンチェンツォの聖遺骸の一部を納めるサンタンジェロ教会は、現在もわずかな人々が暮らす丘の上の地区に小さいながらも再建され、現在も活動している。聖ヴィンチェンツォは古代ローマ帝国の兵士で、皇帝崇拝を拒否したために286年に殉教したとされる聖人である。聖ヴィンチェンツォの聖遺物は1769年に街にもたらされ、旧市街崩壊後は新しい教会に移された。
町のもう一つの教会は、キエーザ・マードレ（・サン・ニコラ・ヴェスコーヴォ）教会である。旧市街の塔の下にそのアーチ型のドームを聳えさせていた教会は、旧市街最大の教会であった。旧市街の崩壊とともに彫像や内部の備品は、新市街クラーコ・ペスキエーラに新たに作られた教会に移動した。新しい教会の外観はモダンではあるが、元の教会から移された内部の古い彫像は、観光客に古いクラーコの雰囲気を伝えている。

### 祭事
宗教的な結びつきの強いこの街では、いくつもの宗教的な祭事が行われる。
- マドンナ・デッラ・ステラ祭 - 5月第一日曜日、クラーコ旧市街
- サン・ニコラ祭 - 8月第二日曜日
- マドンナ・デッラ・ステラ祭 - 8月第二日曜日、クラーコ・ペスキエーラ
- マドンナ・ディ・モンセラート祭 - 9月第三日曜日
- 殉教者聖ヴィンチェンツォ祭 - 10月第四日曜日
- 聖ヴィンチェンツォ祭 - 10月第四土曜日、クラーコ旧市街

また農村の伝統が引き継がれており、クラーコ・ペスキエーラでは毎月市が立つ。

### 撮影された映画

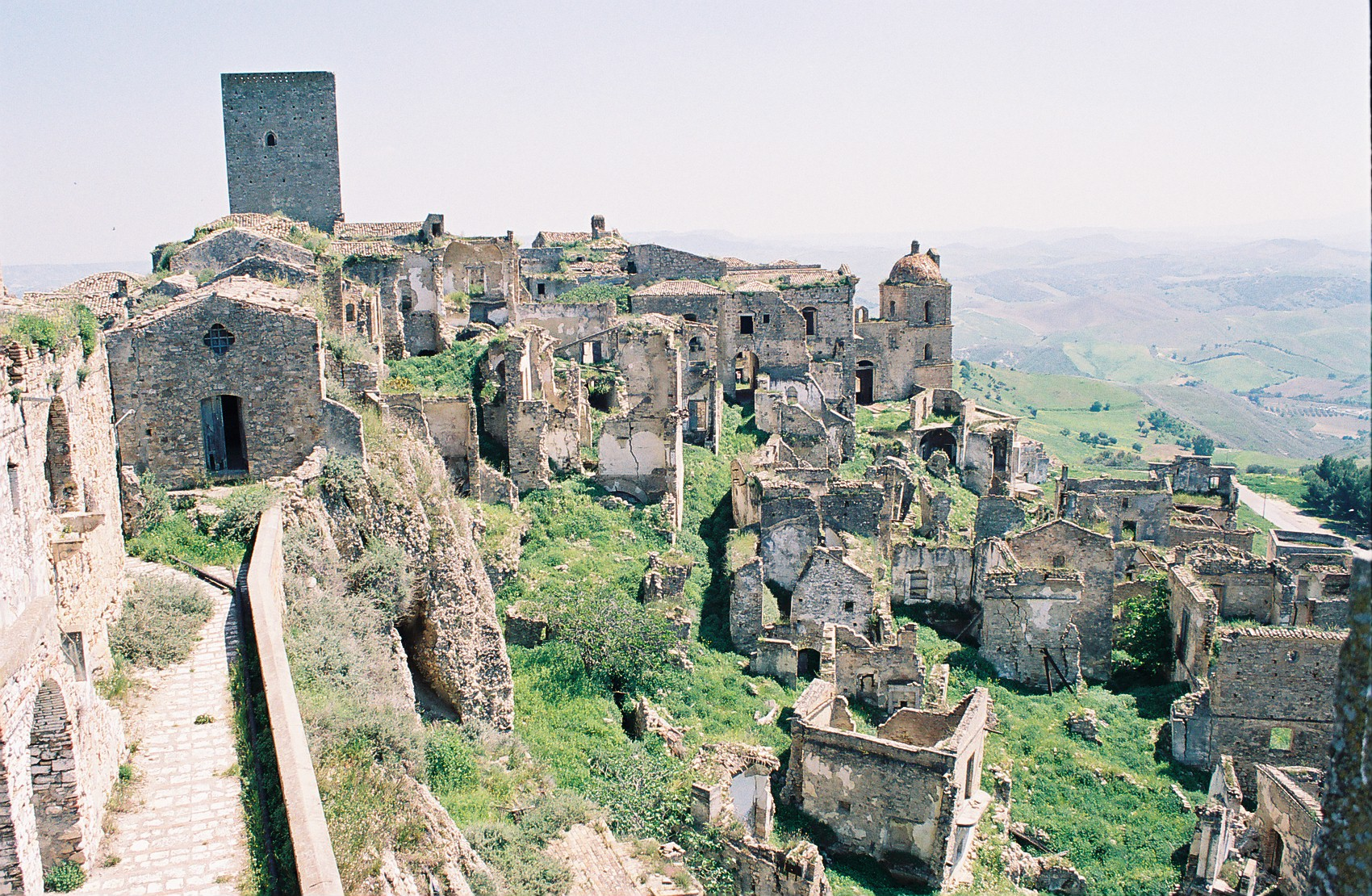
クラーコの旧市街

ユニークで印象的な景観を持つクラーコは、多くの映画のロケ地として利用された。たとえば、以下のような作品である。
- 雌オオカミ （アルベルト・ラットゥアーダ監督、1953年）
- エボリ （フランチェスコ・ロージ監督、1979年）
- デビット・キング （ブルース・ベレスフォード監督、1985年）
- 法王の旅 （トム・コンティ監督、1985年）
- 太陽は夜も輝く （タヴィアーニ兄弟監督、1990年）
- ニンフ （リナ・ウェルトミューラー監督、1996年）
- パッション （メル・ギブソン監督、2004年）
- マリア （キャサリン・ハードウィック監督、2006年）
- 007 慰めの報酬 （マーク・フォースター監督、2008年）
- バジリカータ・コースト・トゥ・コースト （ロッコ・パパレオ監督、2010年）

### 音楽
- クラーコ （ハウシュカ著、アバンダンド・シティ、2014年）